# Дмитрій Кантемір
«Димитрій Кантемир» — молдовський радянський художній фільм 1973 року режисерів Влада Іовіце і Віталія Калашникова. Виробництво кіностудії «Молдова-фільм».

## Сюжет
Фільм про життя Димитрія Кантемира та молдовського народу з листопада 1710 по липень 1711 років. Турецькі війська готуються до війни з Московією. Султан довірив Кантемирові престол Молдови. Він таємно встановив зв'язки з Петром I і уклав з ним у Луцьку військово-політичний договір, за яким Росія брала Молдову під свій протекторат, зобов'язувалася допомогти вигнати турків і відновити колишні межі Молдовської держави. У війні Молдова виступає на боці Московії проти турків, яких урешті не було вигнано. Кантемир емігрував до Московії, а його місце посів новий ставленик Стамбула. За Прутським миром Османська імперія зберегла свій протекторат над Молдовським князівством.

## У ролях
- Міхай Волонтир —  Димитрій Кантеммр  (роль дублював  Володимир Костін)
- Олександр Лазарєв —  Петро I
- Аріадна Шенгелая —  Касандра, дружина Кантемира
- Наталія Варлей —  Родіка, дочка Маврокордата  (роль дублювала —  Євгенія Вєтлова)
- Леонхард Мєрзін —  Русет  (роль дублював —  Юрій Дедович)
- Думітру Фусу —  Раїсефенді  (роль дублював —  Юрій Соловйов)
- Георгій Лапето —  капітан Декусаре  (роль дублював —  Олександр Дем'яненко)
- Віктор Чутак —  Некулче, радник Кантемира  (роль дублював —  Герман Колушкін)
- Мелік Дадашев —  візир  (роль дублював —  Ігор Єфімов)
- Валеріу Купча —  Ніколае Маврокордат  (роль дублював —  Олександр Суснін)
- Еммануїл Віторган —  Карл XII, король Швеції
- Женя Ролько —  син Кантемира  (роль дублював — Вадік Симонов)
- Руслан Ахметов —  Алібей
- Михайло Бадікяну —  молдовський боярин
- Петро Баракчі —  молдовський боярин
- Болот Бейшеналієв —  кримський (татарський) хан
- Георгій Георгіу —  Шереметєв
- В'ячеслав Гостинський —  Шафіров
- Яніс Грантіньш —  Какавела
- Микола Заплітний —  боярин
- Віктор Рождественський —  генерал Кропотов
- Микола Кузьмін —  епізод
- Геннадій Четвериков —  епізод
- Міхай Чобану —  епізод

## Знімальна група
- Сценарій —  Влад Йовіце
- Постановка —  Влад Йовіце,  Віталій Калашников
- Головний оператор —  Віталій Калашников
- Художники — Василь Ковриг, Володимир Булат
- Композитор —  Едуард Лазарєв